# Xã Pleasant Ridge, Quận Lee, Iowa
Xã Pleasant Ridge (tiếng Anh: Pleasant Ridge Township) là một xã thuộc quận Lee, tiểu bang Iowa, Hoa Kỳ. Năm 2010, dân số của xã này là 363 người.